# الدوري البحريني الممتاز 1975–76
الدوري البحريني الممتاز 1975-1976 هي النسخة العشرين من الدوري البحريني الممتاز.

## نظرة عامة
توج المحرق باللقب.